# Готрозио (Сондрио)
Готрозио је насеље у Италији у округу Сондрио, региону Ломбардија.
Према процени из 2011. у насељу је живело 21 становника. Насеље се налази на надморској висини од 1401 м.